# Lescheroux
Lescheroux es una comuna francesa situada en el departamento de Ain, de la región de Auvernia-Ródano-Alpes.

## Demografía
| 660 | 593 | 526 | 504 | 527 | 597 | 657 | 695 | 735 |
| Para los censos de 1962 a 1999 la población legal corresponde a la población sin duplicidades (Fuente: INSEE [Consultar]) |     |     |     |     |     |     |     |     |

## Lugares y monumentos
- Ruinas de la cartuja de Notre-Dame de Montmerle (siglo XII).